# マリー・ミー・マリー・ユー
『マリー・ミー・マリー・ユー』（英語: Marry Me, Marry You）は、フィリピンのテレビドラマ。2021年9月13日、 カパミリア・チャンネル、A2Z、TV5で初公開された。

## 登場人物
カミーユ・ミラフロール
演：ジャニーン・グティエレス
アンドレイ・レガスピ
演：パウロ・アベリーノ
マリア・ポーリーン「パウラ」ジャスティニアーノ
演：サンシャイン・ディゾン
エルビラ「エルビー」T.・マナンサラ・ザモラ
演：チェリー・パイ・ピカチ
マルヴィ・ハシント
演：ヴィナ・モラレス
エミリオ・V・レガスピ
演：エドゥ・マンザーノ